# Domenico Ferrari
Domenico Ferrari (Piacenza, Emília-Romanya, 1722 - París, 1780) fou un violinista i compositor italià.
Va ser deixeble de Giuseppe Tartini i adquirí gran habilitat com executant, fent-se aplaudir en les principals capitals europees. Alguns musicòlegs creuen que Ferrari va descobrir els harmònics del violí.
Deixà 36 sonates per a violí, 6 per a dos violins i baix continu i un concert.
El seu germà Carlo Ferrari (1730-1789) fou un excel·lent violoncel·lista i va compondre diverses obres per aquest instrument.